# Bárcena de Pie de Concha
Bárcena de Pie de Concha ist eine Gemeinde in der spanischen Autonomen Region Kantabrien. Bárcena de Pie de Concha, 56 km von Santander entfernt, war schon immer ein Zentrum der Kommunikation zwischen der Meseta und der kantabrischen Küste. Schon in der Römerzeit führte eine Straße hindurch, die das heutige Herrera de Pisuerga im Inneren der Iberischen Halbinsel mit Suances, einem Hafen am Golf von Biskaya verband.

## Lage
Bárcena de Pie de Concha befindet sich im Tal von Iguña. Bárcena de Pie de Concha grenzt im Süden an Pesquera, Santiurde de Reinosa und San Miguel de Aguayo, im Norden und Osten an Molledo und im Westen an Arenas de Iguña, Hermandad de Campoo de Suso und Los Tojos.

## Orte
- Bárcena de Pie de Concha (Gemeindesitz)
- Pie de Concha
- Pujayo
- Montabliz (verlassen)

## Bevölkerungsentwicklung
| 1842 | 1900 | 1950 | 1981 | 1991 | 2001 | 2011 |
| ---- | ---- | ---- | ---- | ---- | ---- | ---- |
| 417  | 1103 | 1159 | 924  | 950  | 841  | 767  |

## Sehenswürdigkeiten

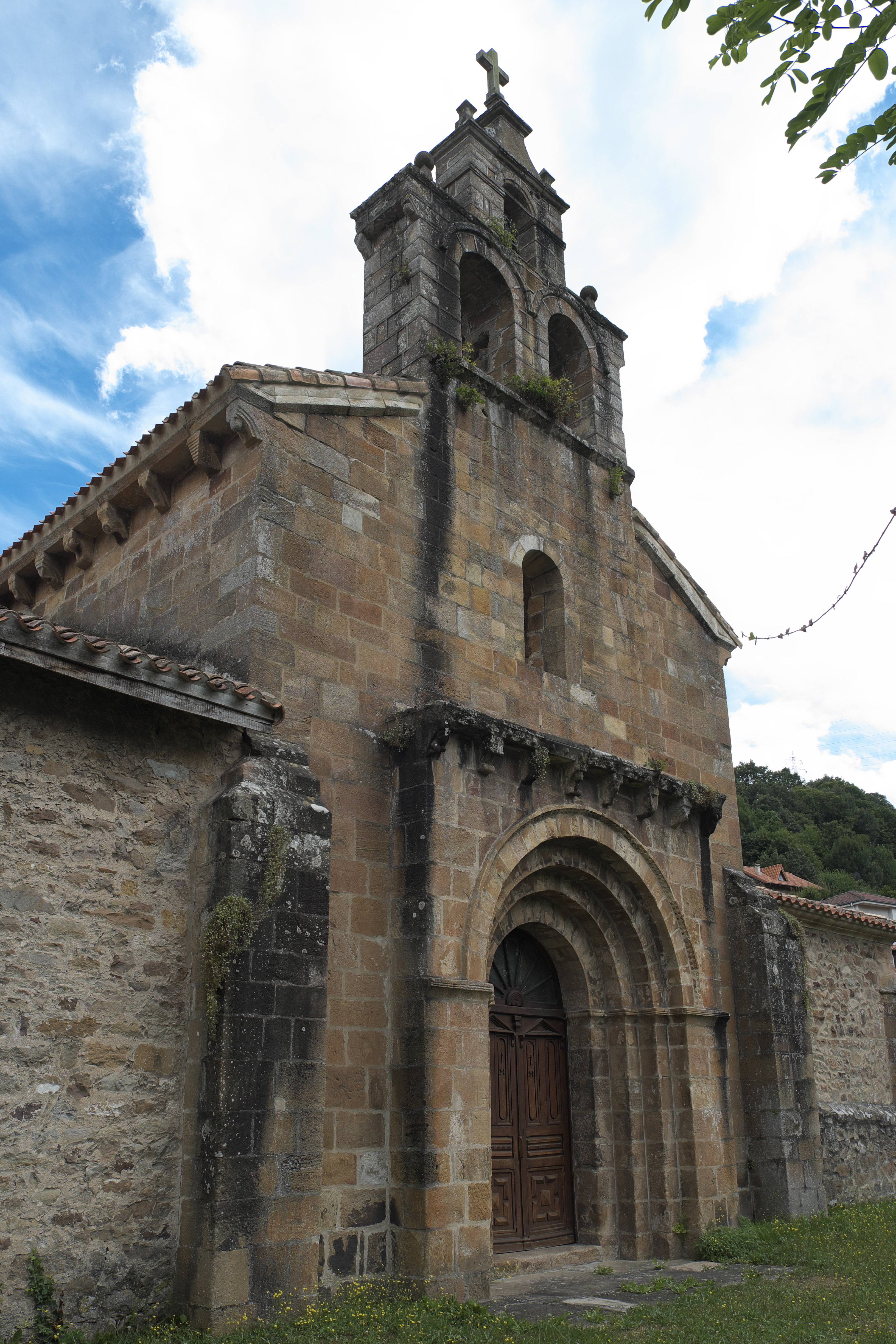
Kirche San Cosme und San Damián

- Kirche San Cosme und San Damián